# Гута-Шкляна (Свентокшиське воєводство)
Гута-Шкляна (пол. Huta Szklana) — село в Польщі, у гміні Беліни Келецького повіту Свентокшиського воєводства.
Населення — 212 осіб (2011).
У 1975-1998 роках село належало до Келецького воєводства.

## Демографія
Демографічна структура на день 31 березня 2011 року:
|          | Загалом | Допрацездатний вік | Працездатний вік | Постпрацездатний вік |
| -------- | ------- | ------------------ | ---------------- | -------------------- |
| Чоловіки | 107     | 23                 | 77               | 7                    |
| Жінки    | 105     | 24                 | 66               | 15                   |
| Разом    | 212     | 47                 | 143              | 22                   |